# Alcides cydnus
Alcides cydnus é uma mariposa, ou traça, diurna da família Uraniidae, encontrada em Nova Guiné e ilhas Schouten e Waigeo. Foi classificada por Felder em 1859. Esta espécie é aparentada com Chrysiridia rhipheus, conhecida por Rainha-de-Madagáscar e considerada a mariposa mais bonita do mundo.

## Descrição
Alcides cydnus possui asas de um tom enegrecido, vista por cima, com faixas de tonalidade azul-amarelada; diferindo das espécies de Alcides na mesma região por não apresentar contornos de tonalidade branca em sua metade inferior, nas asas posteriores, onde ocorrem pequenas caudas.

## Alimentação das lagartas, defesa
Lagartas de mariposas do gênero Alcides alimentam-se de plantas da família Euphorbiaceae, cujo nível de toxinas acumuladas acaba por afastá-las de predação em sua fase adulta.